# Joaquín Miguel Gutiérrez
Joaquín Miguél Gutiérrez Canales (21 de agosto de 1796-8 de junio de 1838) fue un político, masón y militar mexicano, nacido en el entonces pueblo de  San Marcos Tuxtla, Chiapas, México durante el fin del periodo colonial en la entonces llamada Capitanía General de Guatemala. Partidario de la Independencia del Virreinato de la Nueva España (respecto de España), de la independencia de  Chiapas a la Capitanía General de Guatemala y anexión de Chiapas a la Federación Mexicana.
Esto último como una base para el proyecto integracionista de todo Centroamérica y México con el fin de formar una gran federación (también véase Francisco Morazán, correligionario suyo).

## Biografía
Nació en el entonces pueblo de San Marcos Tuxtla el 21 de agosto de 1796,
Realizó sus estudios básicos su pueblo natal de donde partió a la llamada entonces Ciudad Real donde ingresó al Seminario de la diócesis para hacer estudios de cánones y leyes pero donde solo permaneció por cuatro años de 1810 a 1814.
En 1821 se casa con Manuela Palacios en Tuxtla.
En 1821 tras la firma de los Tratados de Córdoba y la firma del Acta de Independencia de México el 28 de septiembre de 1821, el Congreso Constituyente Mexicano envía formalmente a las ya entonces constituidas como provincias de Provincia de Ciudad Real de Chiapas, Provincia de Guatemala, Provincia de San Salvador, Provincia de Comayagua y Provincia de Nicaragua y Costa Rica bajo los términos de la Constitución de Cádiz y los Tratados de Córdoba, una invitación para incorporarse a la nueva nación llamada Imperio Mexicano misma que es aceptada no sin oposición de varias partes integrantes de la Intendencia, originalmente pensada como una federación que se realizaría bajo el Primer Imperio Mexicano y encabezado por el Emperador Agustín de Iturbide, durante el cual se dan una serie de movimientos políticos y militares tendientes a la separación de las provincias del Imperio Mexicano, mismas que aminoran con la llegada de las fuerzas militares encabezadas por el coronel Vicente Filísola quien como Capitán General y Jefe Político Superior de Guatemala logra controlar la insurrección en El Salvador.
Pero a la caída del imperio en 1823 y con el triunfo republicano nacido del Plan de Casamata encabezado por Antonio López de Santa Anna, Filísola se incorpora a este y de facto se vuelve la cabeza del gobierno de las provincias, tras la creación de un nuevo Congreso Constituyente Mexicano, el cual decide entre otras cosas dar un carácter republicano y federalista a la nueva nación, envía invitaciones a los gobiernos estatales para formar gobiernos locales y elegir a sus representantes locales y al Constituyente Federal, lo cual ocurre en la mayoría de los estados excepto en las provincias del sur donde Filísola disuelve primero la Suprema Junta local y luego de una retirada de las fuerzas mexicanas a Tehuantepec lleva a cabo un referéndum del cual se desprende que esas provincias prefieren separarse de México y formar su propia federación.
Por lo anterior un grupo de ciudadanos chiapanecos entre los que estaba Gutiérrez Canales, fray Matías de Córdoba, Matías Ruiz y fray Ignacio Barnoya deciden crear el Plan de Chiapas Libre que entre otras consecuencias declara la independencia de la provincia de Chiapas y la del Soconusco tanto de Guatemala como de México.
Sobre la base de lo anterior se forma el Ejército de las Tres Divisiones Unidas compuesto por los contingentes provenientes de las poblaciones de Tuxtla, Comitán e Ixtacomitán, mismas que toman el control de la Ciudad Real, a solo dos semanas de iniciado el proceso el alférez Joaquín Velasco se rebelaba en contra de la Junta Suprema que funciona en la ciudad de Guatemala y proclamaba un movimiento partidario de la unión a México, luego se atrinchera en el cerro de San Cristóbal cercano a la Ciudad Real, su movimiento contó con el apoyo de civiles, por lo que obliga a los jefes militares del Ejército de las Tres Divisiones Unidas a negociar, siendo Tiburcio José Farrera y Gutiérrez Canales los negociadores de parte del ejército, los acuerdos se firman el 27 de noviembre de 1823, pero no se llega a formalizar el trato ante la huida de los rebeldes al creer que el pacto no sería respetado.
El 3 de diciembre de 1823 la Junta Suprema de Chiapas convocó al referéndum sobre la anexión de Chiapas a México o a Centroamérica, como representante del Partido de Tuxtla, Gutiérrez Canales no se siente con suficiente apoyo en su partido por lo que regresa a Tuxtla para saber el sentido del cabildo, las discusiones se vuelven muy acaloradas pero al final el cabildo se decide y el 8 de enero de 1824 el cabildo de Tuxtla da su voto por la anexión a México, misma que se oficializa con la firma del Acta Declaratoria de la Federación de Chiapas a México el 15 de septiembre de 1824, a la que asiste Gutiérrez Canales como diputado por la ciudad de Tuxtla.
Luego fue elegido como diputado constituyente del Estado Independiente, Libre y Soberano de Chiapas (1825 a 1826), carácter con el cual forma parte de los firmantes del Acta Constitutiva de la Federación Mexicana aunque en esta se da al estado el nombre de Estado del Sur, luego de lo cual regresa al ya entonces estado federado Libre y Soberano de Chiapas donde es electo diputado local en las legislaturas II y III en 1827 y 1830 respectivamente.
Durante su estadía en la Ciudad de México se incorpora a la  Logia Masónica de Rito Yorkino, misma en la que militaba el primer presidente de México Vicente Guerrero y con quien entabló cierta amistad.
A su regreso al estado de Chiapas en 1826 con la compra de una imprenta funda en mayo de 1827 el primer periódico del estado llamado Campana Chiapaneca y cinco meses después el segundo llamado El Para-rayo de la Capital de Chiapa, este bajo la dirección de fray Matías de Córdova.
En 1830 es electo como Gobernador de Chiapas para un periodo de cuatro años, pero por las luchas internas no logra consolidarse y solo dura efectivamente en el cargo unos meses durante 1832, tras lo cual debe renunciar en favor de Emeterio Pineda designado Gobernador del estado por el presidente de facto Anastasio Bustamante, en 1833 y como rebelde al gobierno de Anastasio Bustamante, traslada la capital estatal de la Ciudad Real (hoy San Cristóbal de las Casas a San Marcos Tuxtla el 9 de febrero de 1834.
Además en 1833 es electo de nuevo Gobernador Constitucional del estado para el periodo 1834 a 1838 mismo que efectivamente solo cumple de 1833 a 1835 cuando es expulsado efectivamente del gobierno aunque queda en pie de lucha contra los gobiernos de Antonio López de Santa Anna y Valentín Gómez Farías de este último presidente se conoce su ambivalencia respecto a su gobierno ya que en ocasiones apoyaba sus medidas como las referentes a la educación y la protección de los indígenas, así como las contrarias a los bienes económicos de la iglesia.
Ya instalado el sistema Republicano Centralista en México, Gutiérrez Canales se sitúa del lado federalista y entabla luchas armadas contra las fuerzas centralistas que son enviadas al estado por el entonces presidente Anastasio Bustamante.
En la entonces ciudad de San Marcos Tuxtla el 8 de junio de 1838, durante una batalla es acorralado Gutiérrez Canales en el techo del templo de San Marcos de donde su cuerpo inerte cae al callejón situado a las espaldas del templo

## Homenaje
El 31 de mayo de 1848 el gobernador chiapaneco Fernando Nicolás Maldonado cambió oficialmente el nombre de la ya ciudad y capital del estado de Chiapas de San Marcos Tuxtla, a Tuxtla Gutiérrez, en honor a Joaquín Miguel Gutiérrez Canales, de quien lleva su primer apellido.  
Actualmente, frente al Palacio Municipal se encuentra un monumento en su honor así como en el Paseo de la Reforma en el Distrito Federal.
Gutiérrez Canales es actualmente símbolo de la mexicanidad chiapaneca debido a sus gestiones para lograr la federación de Chiapas a México.